# Кашина Нуова (Милано)
Кашина Нуова је насеље у Италији у округу Милано, региону Ломбардија.
Према процени из 2011. у насељу је живело 148 становника. Насеље се налази на надморској висини од 145 м.